# One Billion Hungry
1 Billion Hungry ("En miljard hungriga") är en världsomfattande kommunikationskampanj som initierades av FN:s livsmedels- och jordbruksorganisation, FAO  efter att publicerade siffror visat att en miljard människor lever i kronisk hunger. Kampanjens ledord ”1 billion people are living in chronic hunger and I’m mad as hell” syftar till att åskådliggöra människors frustration över den tysta kris som hungersnöden utgör. 
Kampanjen laserades vid FAO:s högkvarter i Rom den 11 maj 2010 samt i Stockholm, Yokohama, New York och Paris. I kampanjen deltar även FN:s Livsmedelsprogram (WFP), Internationella Jordbruksutvecklingsfonden (IFAD) och FAO:s goodwill ambassadörer. Kampanjen utgör ett led i förverkligandet av FN:s millenniemål vilka bland annat syftar till minska antal hungrande i världen till 420 miljoner till 2015. 
Syftet med kampanjen är att få allmänheten medveten om den pågående hungerkrisen. Förhoppningen är att lyckas samla en miljon namnunderskrifter till en inlaga vilken skall mana nationella och internationella ledande aktörer att föra upp hungerfrågan högst upp på den politiska agendan. Inlagan finns tillgänglig för underskrift på projektets hemsida. 
Resultatet kommer att presenteras för de statliga representanter som deltar vid World Food Day på FN:s högkvarter i New York i slutet av oktober 2010. 
Kampanjsymbolen är en gul visselpipa vilken skall illustrera att det är dags att ”slå larm” kring att över en miljard människor lider av kronisk hunger. 